# Sodaleta nepeanensis
Sodaleta nepeanensis är en snäckart som först beskrevs av Brazier 1876.  Sodaleta nepeanensis ingår i släktet Sodaleta och familjen Helicarionidae. Inga underarter finns listade i Catalogue of Life.